# Grafengehaig
Grafengehaig település Németországban, azon belül Bajorországban. Lakosainak száma 839 fő (2023. december 31.).

## Népesség
A település népessége az elmúlt években az alábbi módon változott:
| Lakosok száma | 641  | 616  | 1355 | 958  | 918  | 914  | 887  | 877  | 827  | 839  |
|               | 1875 | 1950 | 1975 | 2010 | 2012 | 2013 | 2015 | 2017 | 2021 | 2023 |